# إيرني هارويل
إيرني هارويل (بالإنجليزية: Ernie Harwell)‏ هو صحفي ومعلق رياضي أمريكي، ولد في 25 يناير 1918 في واشنطن في الولايات المتحدة، وتوفي في 4 مايو 2010 في نوفي في الولايات المتحدة بسبب سرطان.

## وصلات خارجية
- إيرني هارويل على موقع جمعية أبحاث البيسبول الأمريكية (الإنجليزية)
- إيرني هارويل على موقع قاعة جورجيا للمشاهير الرياضية (مؤرشف) (الإنجليزية)
- إيرني هارويل على موقع IMDb (الإنجليزية)
- إيرني هارويل على موقع ميوزك برينز (الإنجليزية)
- إيرني هارويل على موقع إن إن دي بي (الإنجليزية)